# Calotelea pulla
Calotelea pulla är en stekelart som beskrevs av Lubomir Masner 1980. Calotelea pulla ingår i släktet Calotelea och familjen Scelionidae. Inga underarter finns listade.